# Lucas 3

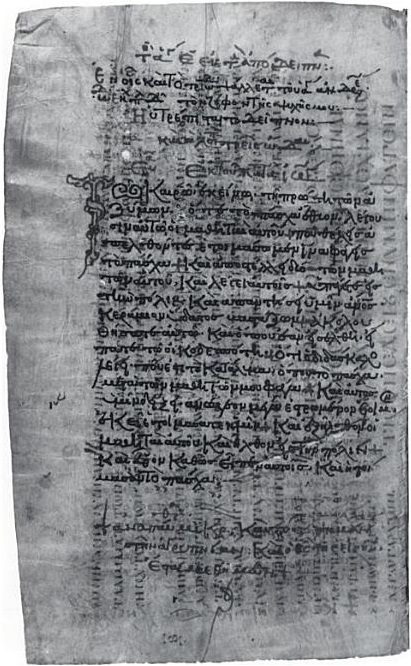
Lucas 3:7-8 con comentario en mayúscula sobre la escritura inferior del Codex Zacynthius, un palimpsesto del. La escritura superior es una minúscula de Mateo 26:39-51 del.

Lucas 3 es el tercer capítulo del Evangelio de Lucas del Nuevo Testamento de la Cristiandad, tradicionalmente atribuido a Lucas Evangelista, compañero de Pablo Apóstol en sus viajes misioneros. Contiene un relato de la predicación de Juan Bautista, así como una genealogía de Jesús. Desde el comienzo de este capítulo hasta Lucas 9:50, la «forma y la perspectiva» del Evangelio de Lucas siguen de cerca las de los otros evangelios sinópticos, Mateo y Marcos. El Expositor's Greek Testament afirma que en este capítulo «se abre el ministerio de la nueva era».

## Texto
El texto original fue escrito en Griego koiné y se divide en. 38 Versículos.

### Testigos textuales
Algunos manuscritos antiguos que contienen el texto de este capítulo son:
- Papiro 4 (150-175 d. C.; Versículos existentes: 8-38)[4]
- Papiro 75 (175-225; existente: Versículos 18-38)
- Códice Vaticano (325-350)
- Códice Sinaítico (330-360)
- Codex Bezae (~400)
- Codex Washingtonianus (~400)
- Codex Alexandrinus (400-440)
- Codex Ephraemi Rescriptus (~50; existen los Versículos 21-38)

## Juan el Bautista

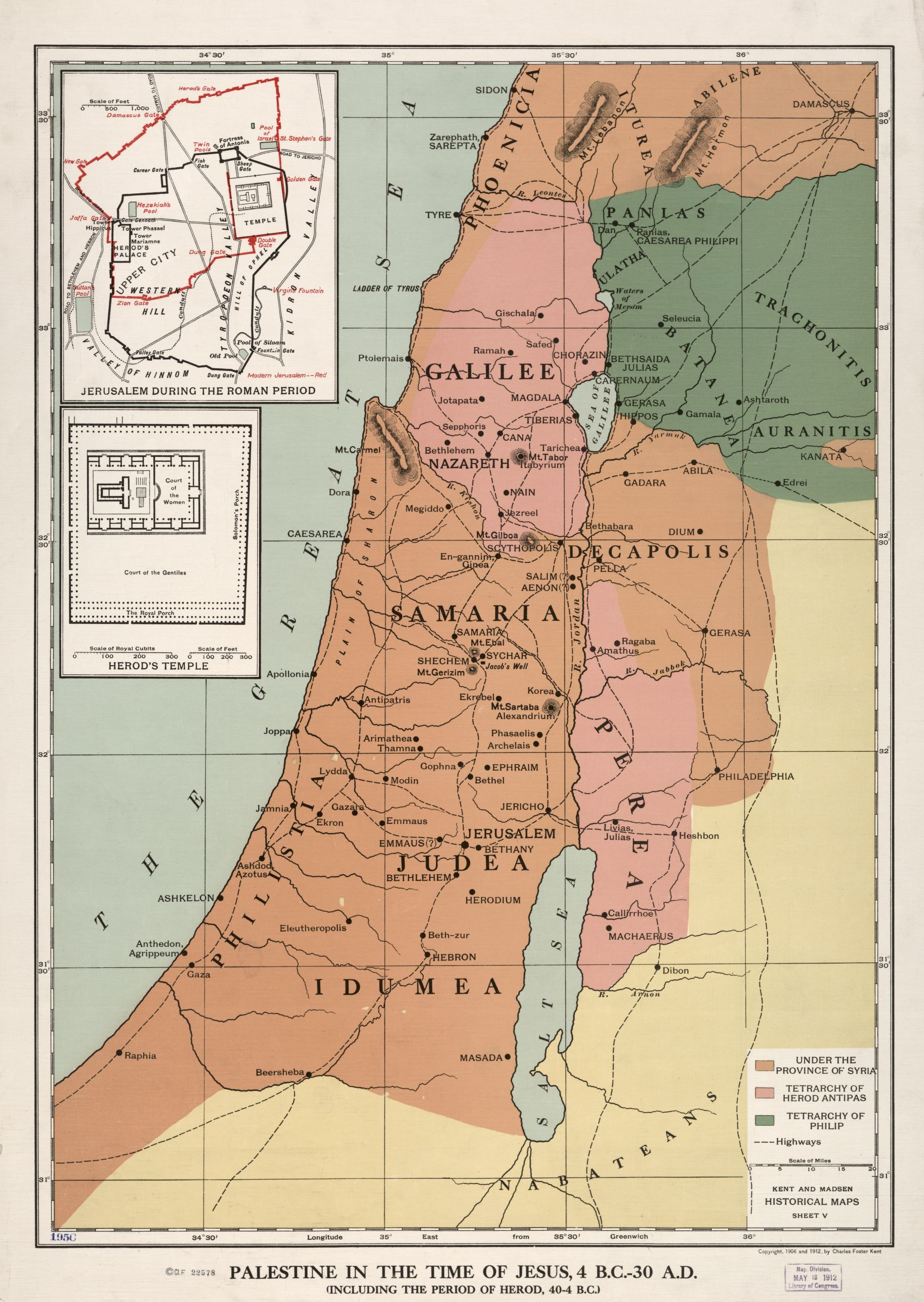
Territorios y tetrarquías en la Palestina del : Judea, Galilea, Iturea, Traconitis, Abilene; también Perea, Nabatea, Idumea, Samaria, Decápolis, Calcis, Fenicia

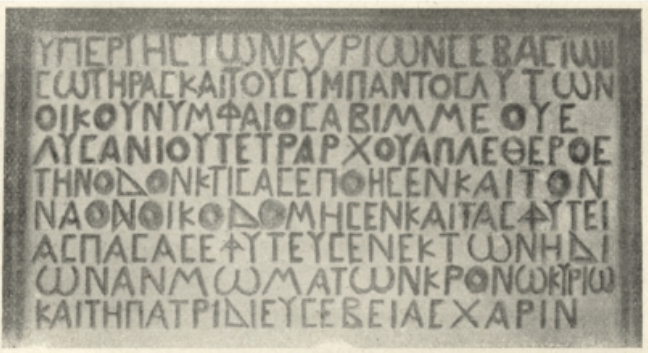
Inscripción griega que menciona a Lisanias, posiblemente el tetrarca de Lucas 3:1

### Versículos 1-2

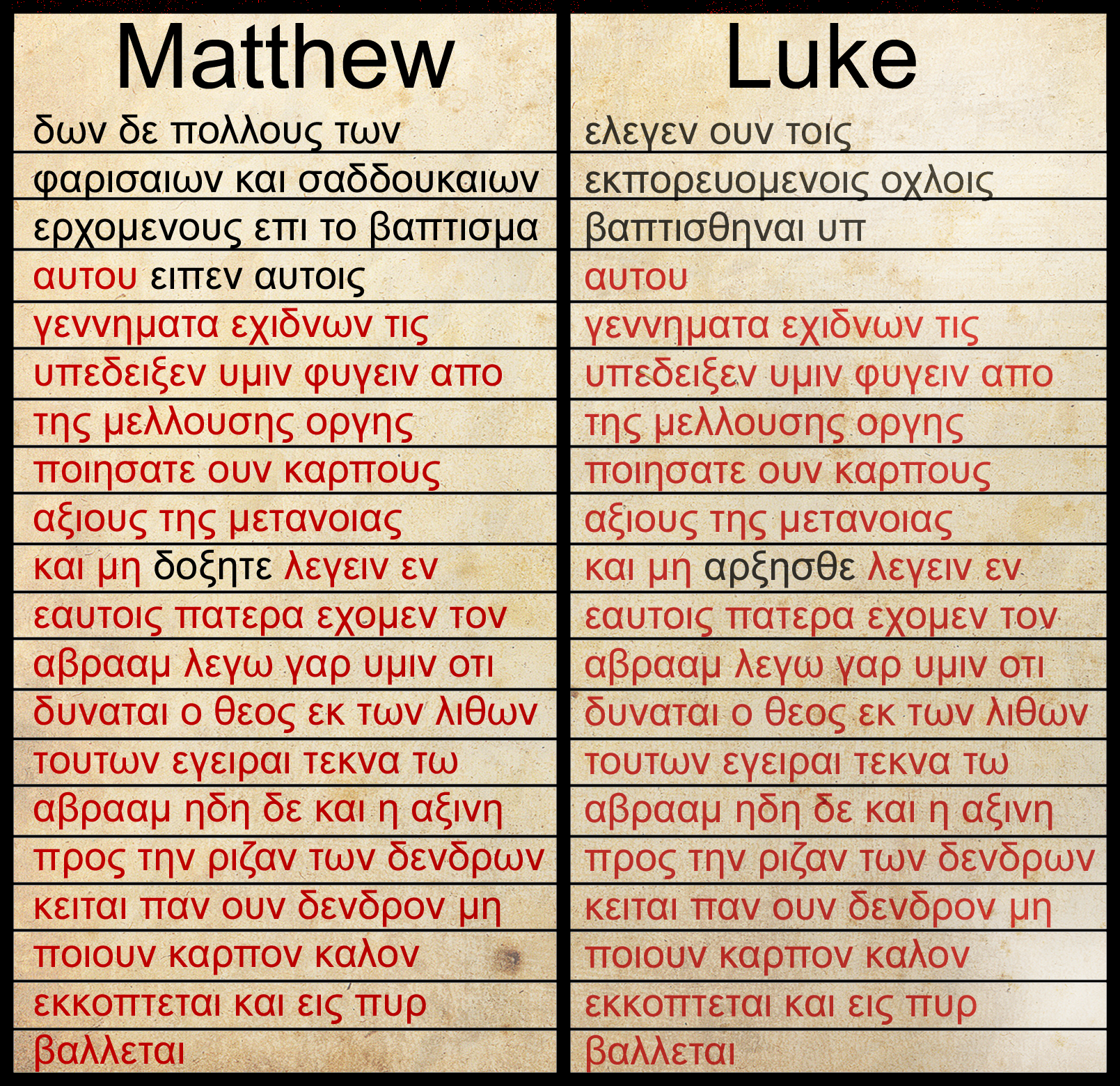
Comparación de Mateo 3:7-10 y Lucas 3:7-9. Texto común resaltado en rojo. Del Nuevo Testamento Scrivener de 1894

### Versículo 16

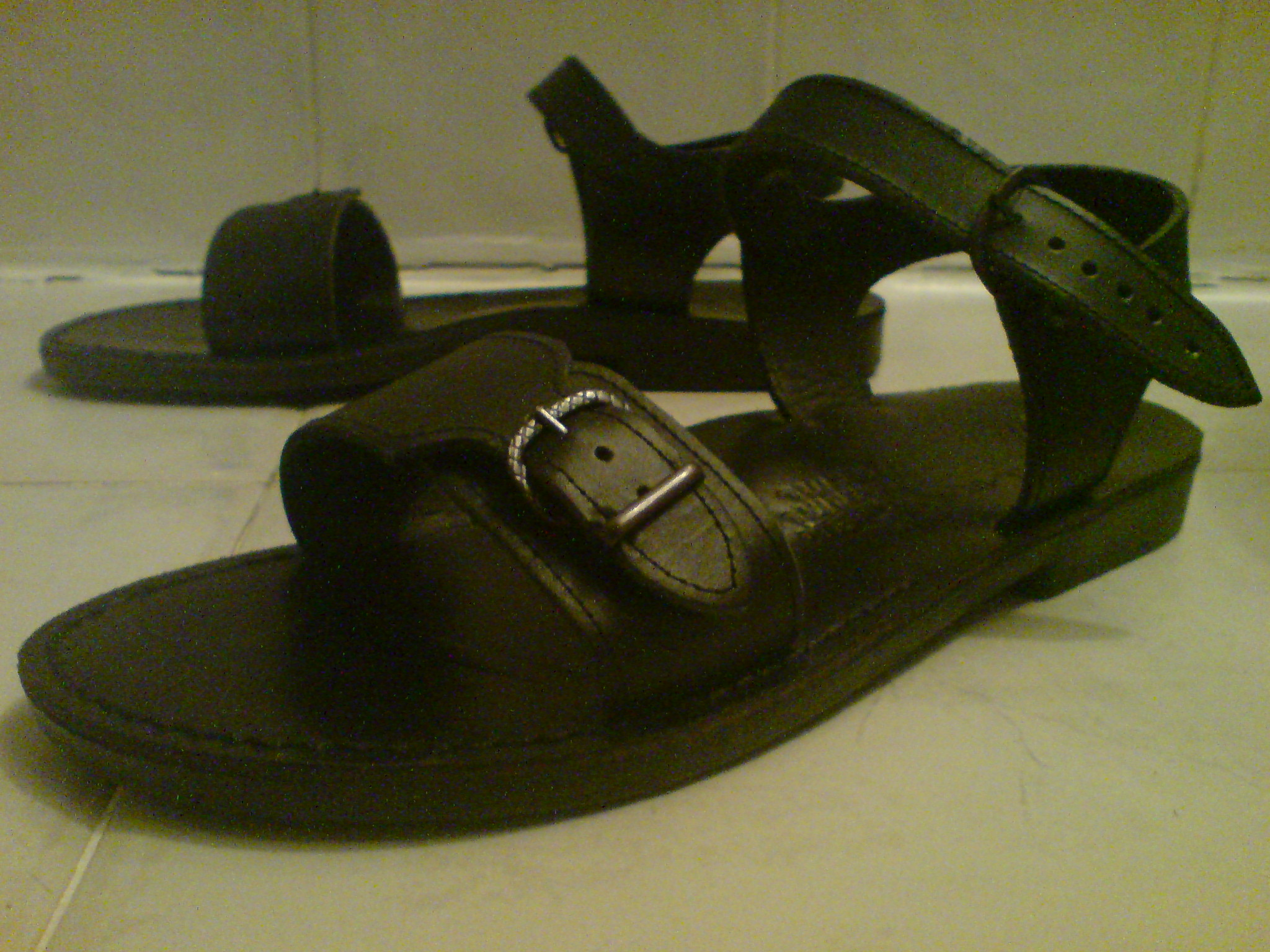
Sandalias con correas modernas, pero de estilo similar a las sandalias de la época romana

## El bautismo de Jesús

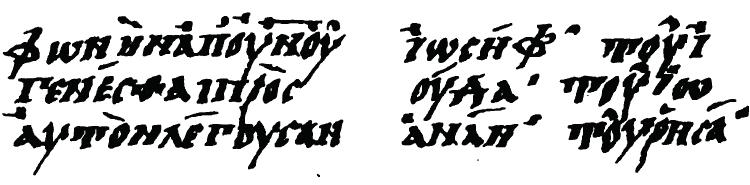
Edición facsímil de Lucas 3:22,26-27 del Códice Tischendorfianus III, del o

### Versículos 23b-38

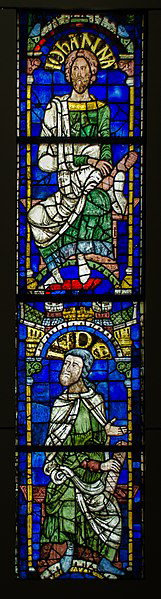
Uno de los antepasados de Cristo representado en la Catedral de Canterbury

### Comentarios

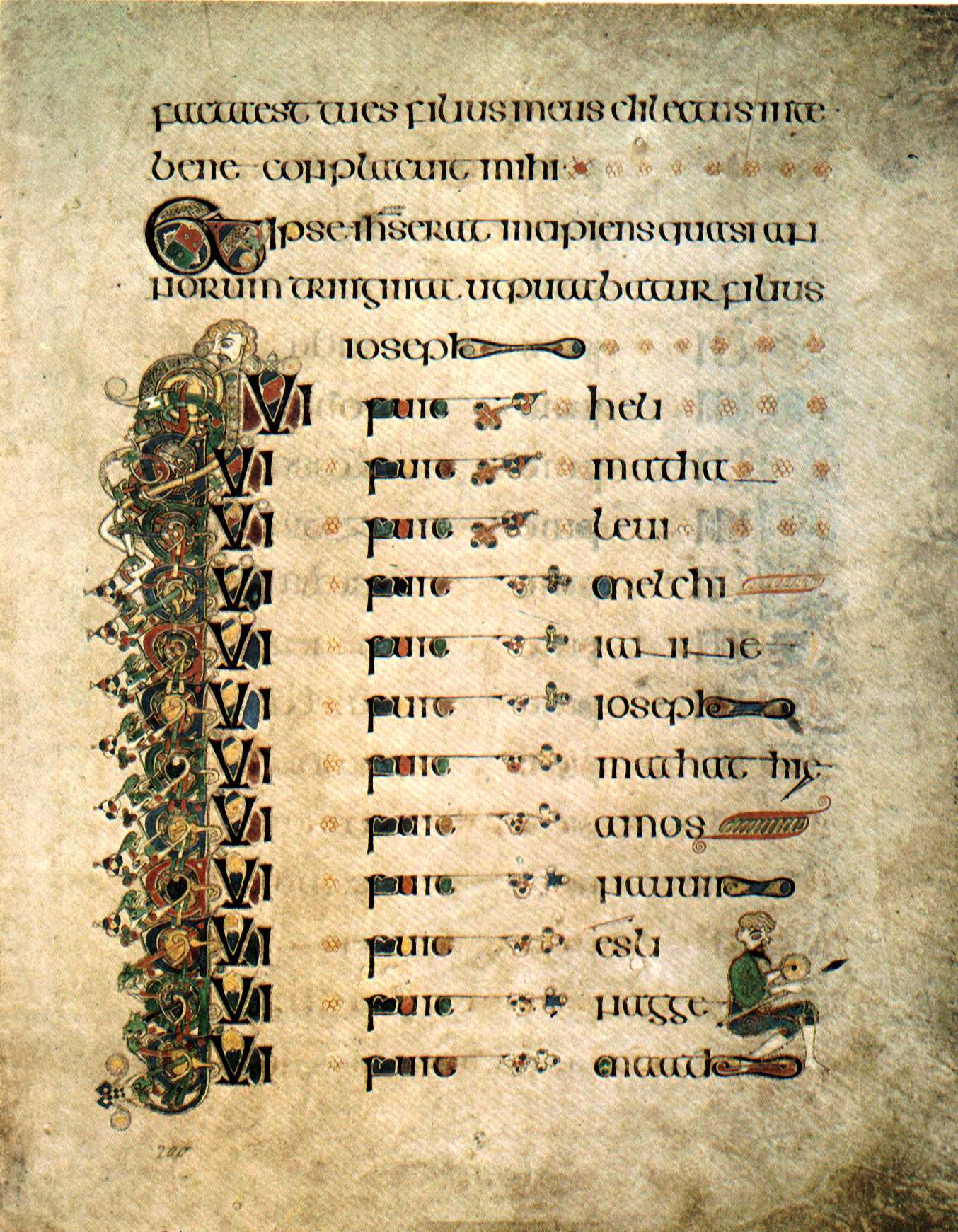
Una parte de la genealogía de Jesús de Lucas (Lucas 3:23-26), del Libro de Kells, transcrito por monjes célticos en el año 800